# Pedro Navaja
Pedro Navaja is een lied van de Panamese zanger-activist Rubén Blades. Hij nam het op met de Puerto Ricaans/Amerikaanse trombonist Willie Colón voor hun tweede samenwerkingsalbum Siembra dat in 1978 door Fania werd uitgebracht. Het lied kwam in maart 1979 op single uit en is losjes gebaseerd op Mack the Knife en werd een hit in Latijns-Amerikaanse landen. Navaja is het Spaanse woord voor (steek)mes en tevens een verwijzing naar de achternaam van Blades die door velen als bla-des wordt uitgesproken in plaats van als bleeds.                              

## Achtergrond
De tekst van het lied speelt zich af in New York waar een sluipmoordenaar lachend een prostituee neersteekt. Het lachen vergaat hem echter wanneer hij zelf door een kogel wordt geraakt en dood op de  grond valt. De gewonde vrouw, die uit zelfbescherming een pistool bij zich droeg, scheldt hem verrot alvorens ze zelf ook dood neervalt. Ten slotte gaat een dronken man aan de haal met het pistool, het mes en de twee dollarbiljetten; volledig uit de maat zingt hij "La vida te da sorpresas, sorpresas te da la vida" ("Het leven zit vol verrassingen, en wat voor verrassingen") . Op het eind wordt het refrein van America uit de musical West Side Story geciteerd ("I like to live in America") . 
De albumversie duurt 7:22 minuten maar werd met ruim de helft ingekort om het op de radio gedraaid te krijgen. Luisteraars gaven aan dat ze liever het hele verhaal wilden horen.

## Verder verloop
Nadat Blades en Colón in 1982 hun  samenwerking hadden beëindigd vertrokken ze elk naar een andere platenmaatschappij. Fania behield echter de rechten op Pedro Navaja en liet het verhaal verfilmen met Mexicaanse acteurs nadat er al eerder een musicalbewerking was gemaakt. Als reactie bracht Blades in 1985 de vervolgsingle Sorpresas uit waarin Pedro Navaja  nog springlevend bleek en een concurrent had doodgeschoten die achter hem aanzat. Ook de film kreeg een vervolg over de zoon van de sluipmoordenaar. 

## Covers
Pedro Navaja is gecoverd en geciteerd door de volgende artiesten;
- Los Joao
- La Lupe
- La Orquesta Plateria populariseerde het in Spanje.
- Pepe Arevalo
- Los Flamers
- Roman Palomar
- A Palo Seko
- Markoz
- De Chileense rapgroep La Pozze Latina nam het in de jaren negentig op.
- De Puertoricaanse zanger Chayanne nam het op voor zijn coveralbum Influencias uit 1994.
- De Mexicaanse latinpop-zanger Emmanuel nam het op voor zijn live-album Emmanuel Presenta...
- In 2023 was het lied te horen in de film The Flash; vlak voor haar overlijden zingt Nora Allen (Maribel Verdú) het voor haar zoon Barry (Ezra Miller).

## Live-uitvoeringen
- Nadat de samenwerking met Colón ten einde kwam bleef Rubén Blades het lied vertolken, onder meer tijdens de opnamen van live-video/dvd's. Mack the Knife werd aan het intro toegevoegd en bij recentere salsa/jazzconcerten met de bigband van Robert Delgado ook de openingsklanken van Michael Jackson's Thriller. In Nederland was het 15 juli 2018 te horen op het North Sea Jazz Festival. Colón, die daar twee dagen eerder optrad, heeft het ook enkele malen gezongen bij soloconcerten.